# Catedral de Svetitsjoveli
La catedral de Svetitsjoveli (en georgiano: სვეტიცხოველი Svet'itskhoveli) es una catedral ortodoxa de Georgia situada en la ciudad de Mtsjeta, que fue el centro religioso de la Georgia medieval. La catedral, construida en el siglo XI durante el patriarcado de Melquisedec I de Georgia, tiene planta de cruz latina. El nombre georgiano significa "pilar de vida" y hace alusión a una leyenda relacionada con la vida de santa Ninó de Georgia y la túnica de Jesús.
Tamerlán infligió severos daños al edificio en el siglo XIV, el cual fue remodelado un siglo más tarde. Desde 1994 está incluida, junto a otros monumentos históricos de Mtsjeta, en la lista de monumentos Patrimonio de la Humanidad.
 Era la iglesia más grande de Georgia hasta la construcción de la Catedral de la Santísima Trinidad de Tiflis en 2004.

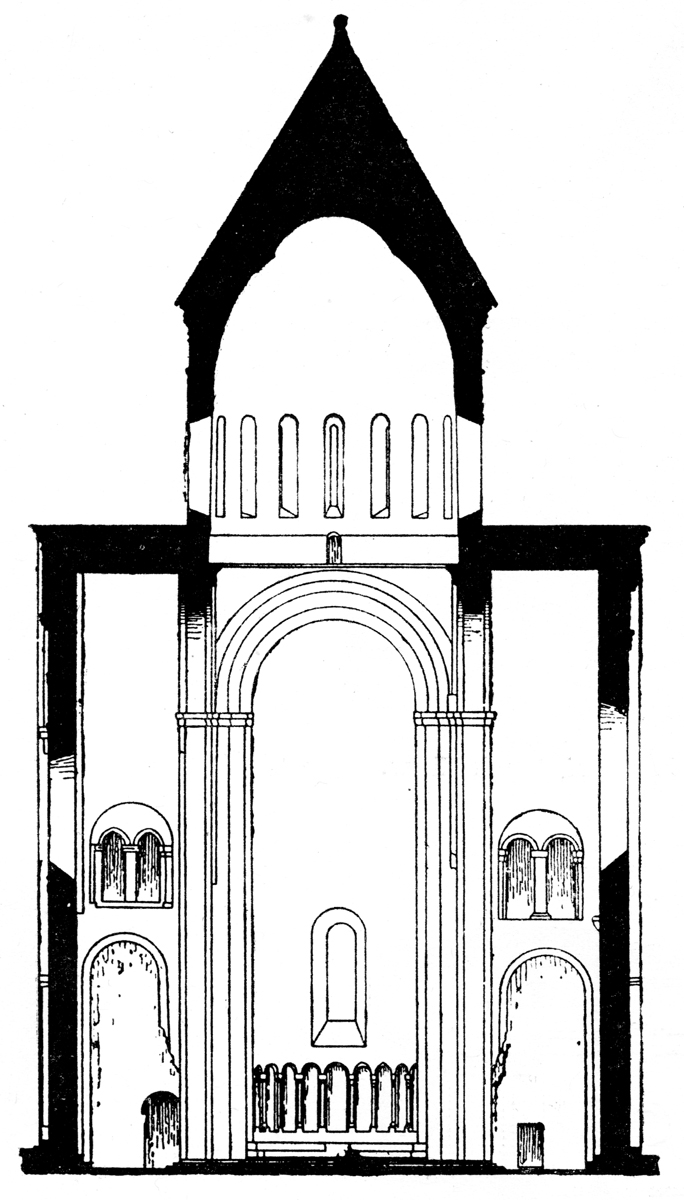

## Frescos e iconos

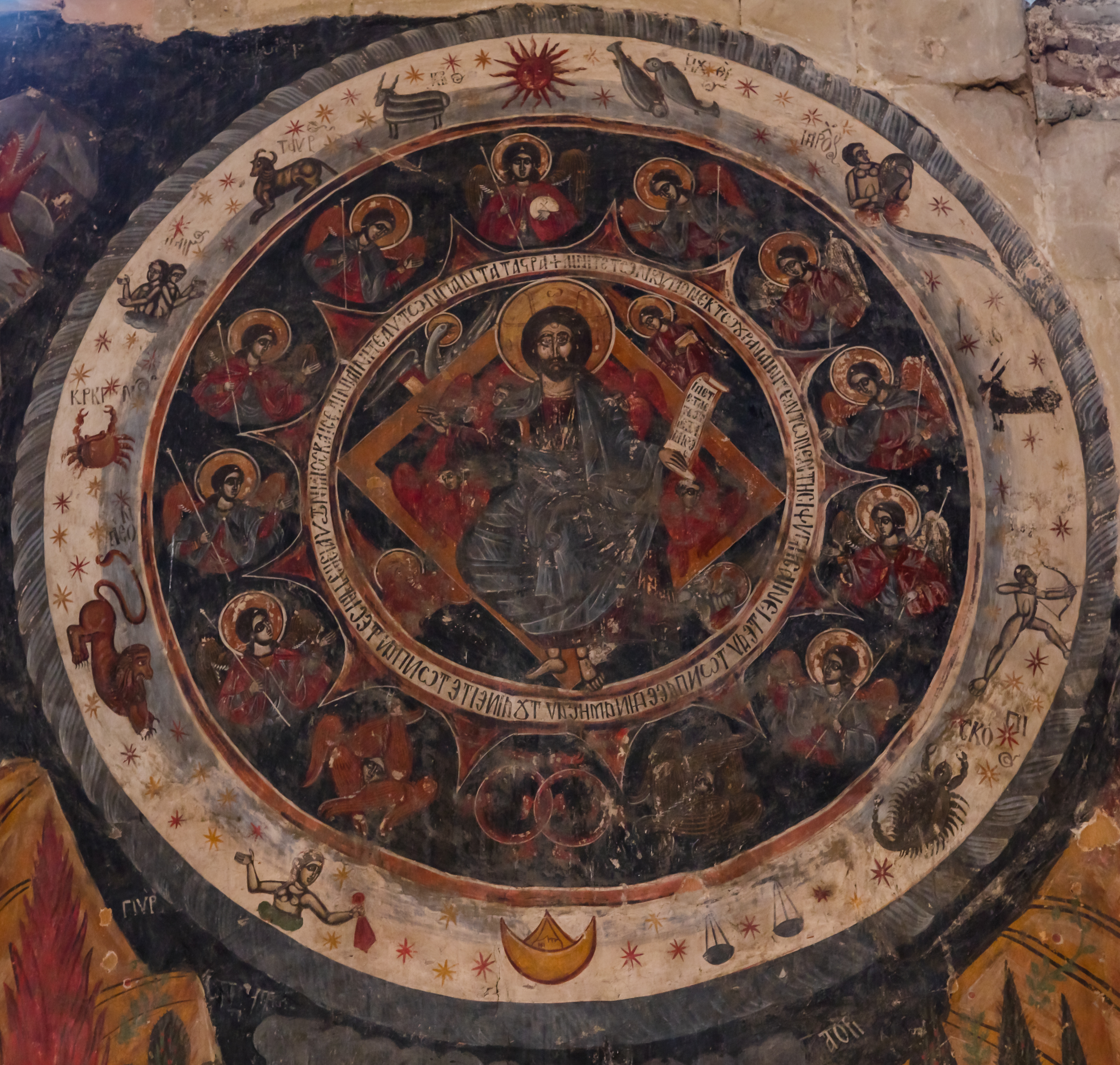
Signos del zodiaco que rodean al Pantocrátor.
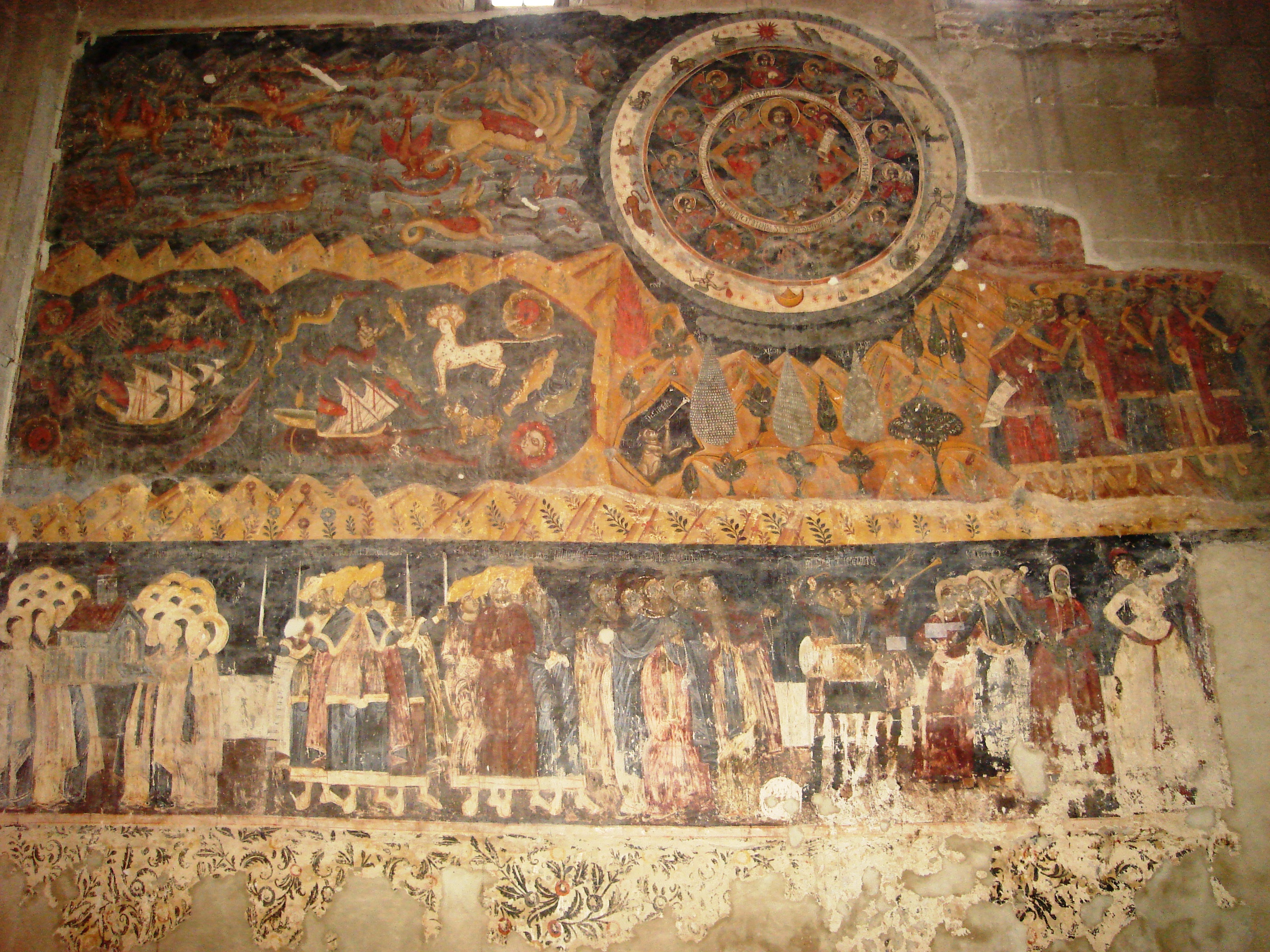
Vista del conjunto.
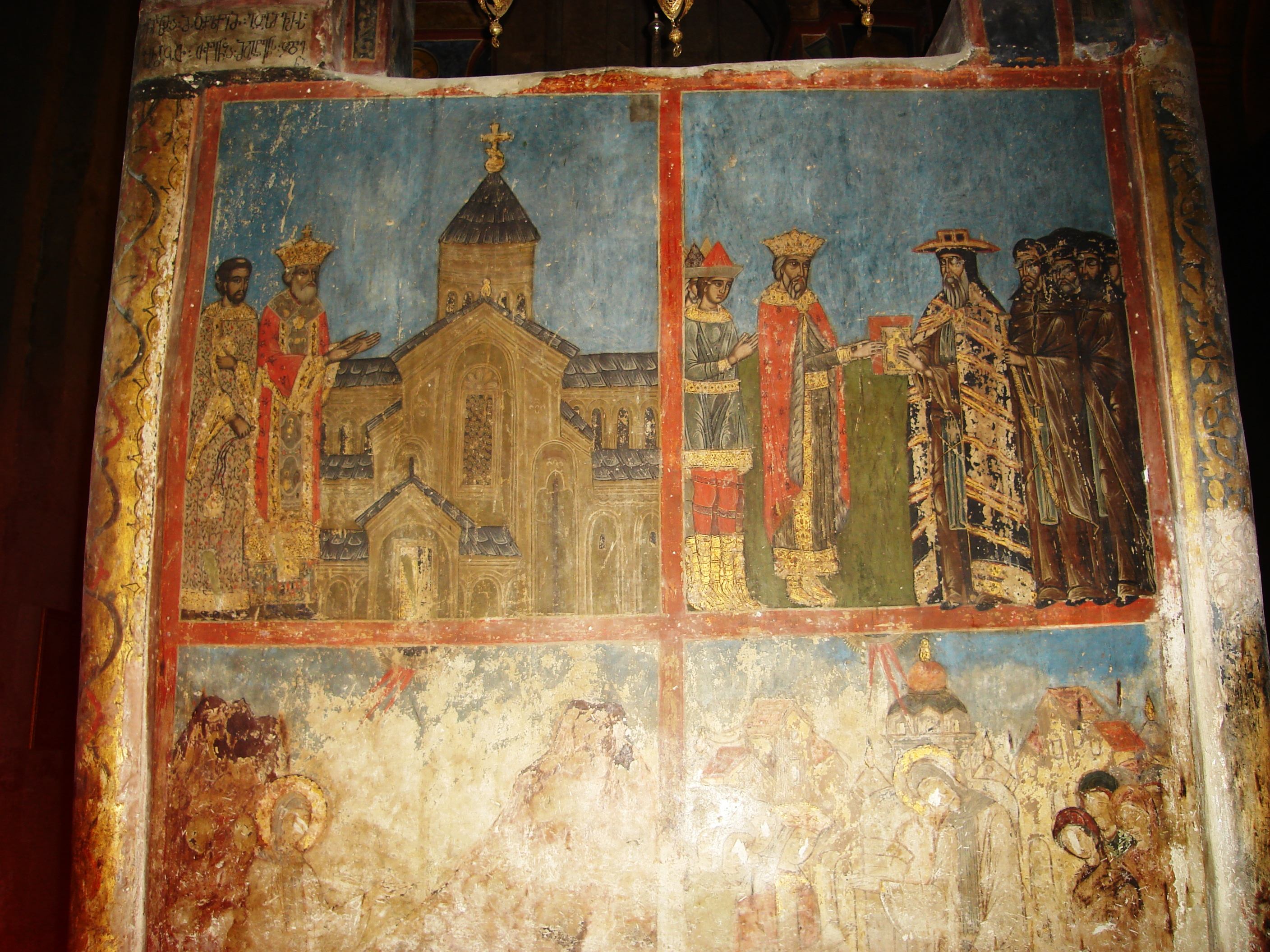
El rey Mirian III y la iglesia.
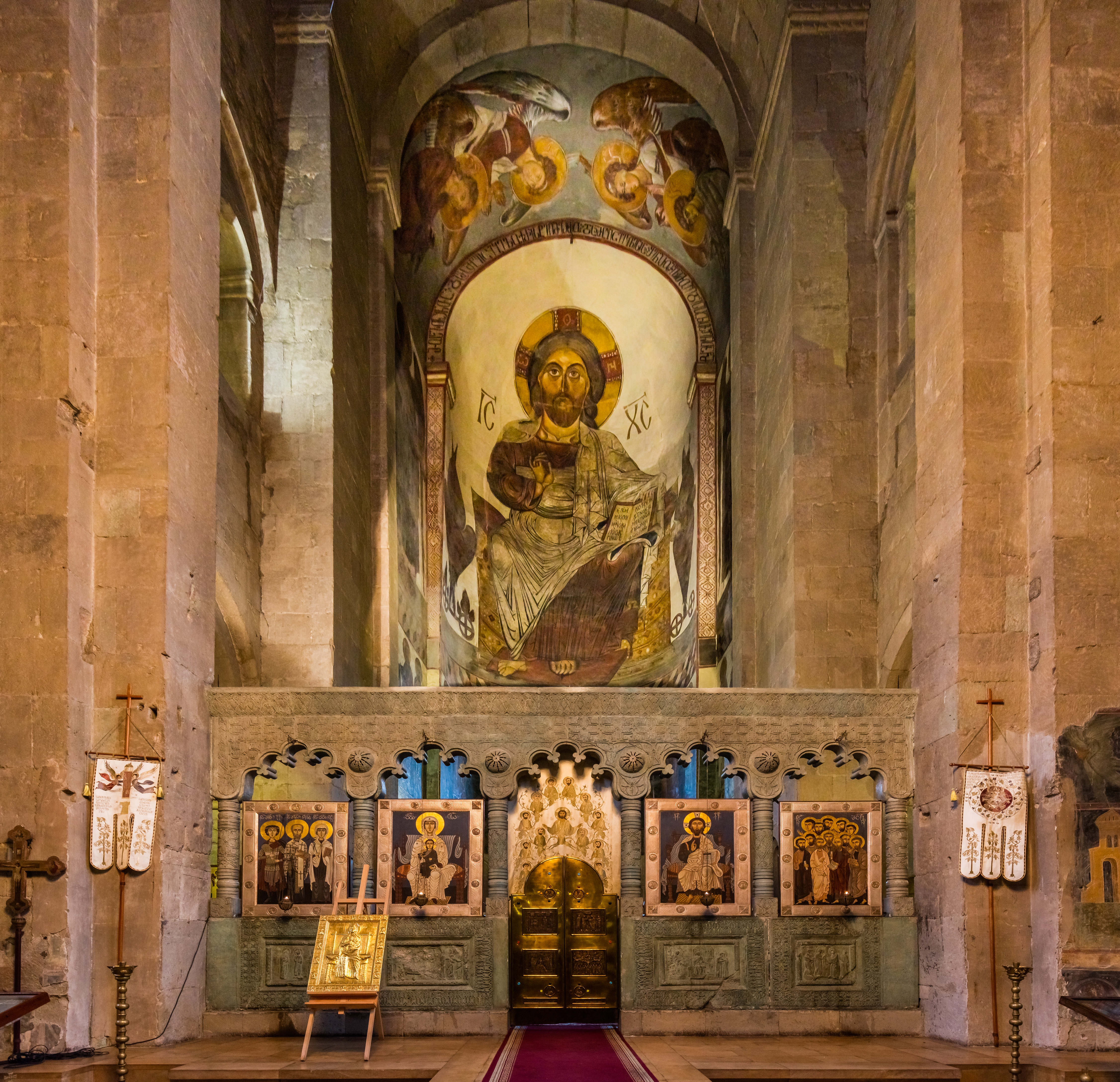
Iconostasio y mosaico del ábside.
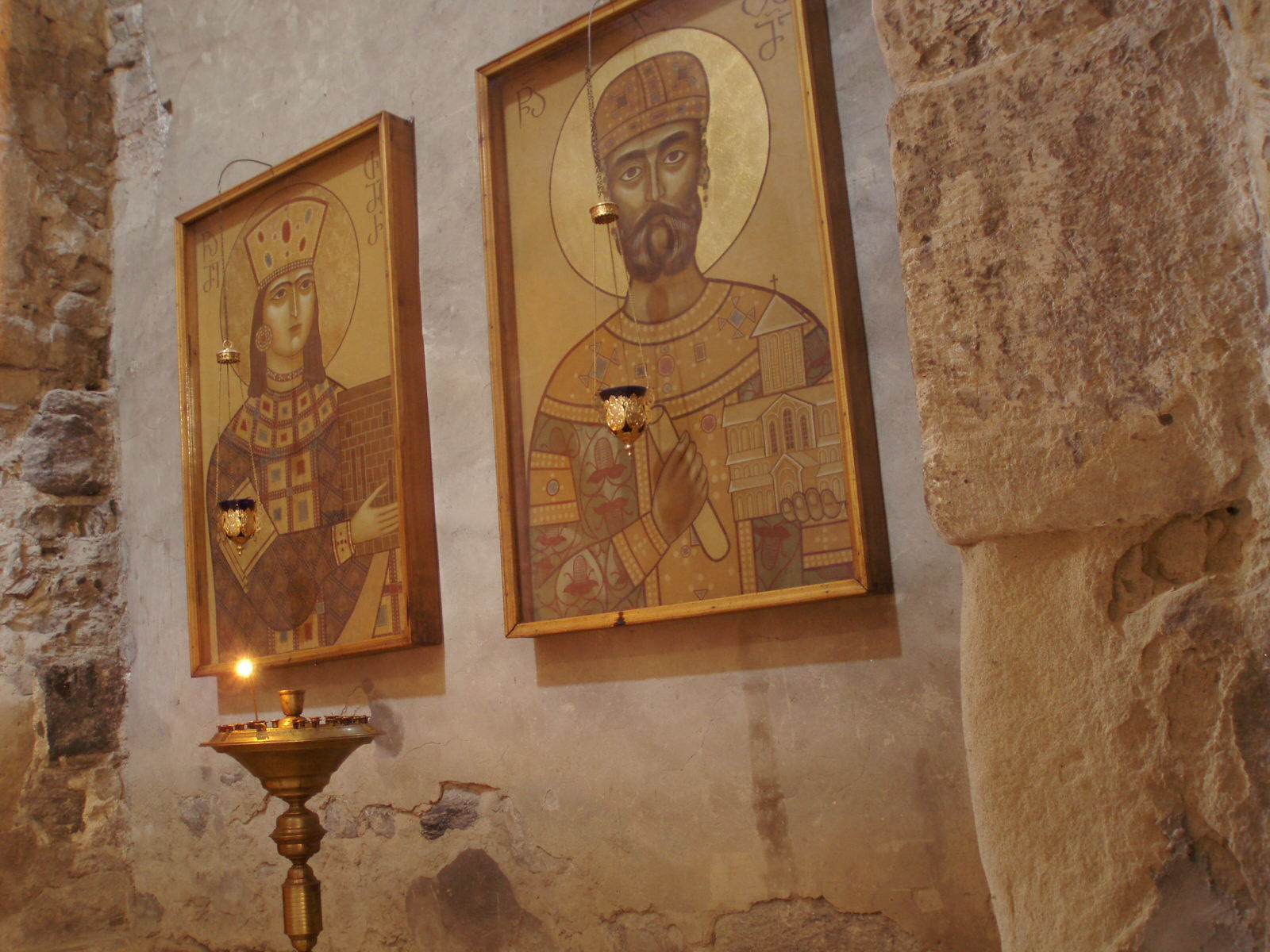
Iconos del rey David II y la reina Tamar de Georgia.